# Murdochella alacer
Murdochella alacer là một loài minute wentletrap, a ốc biển, a marine động vật chân bụng động vật thân mềm thuộc họ Nystiellidae, thường được biết đến với tên wentletraps, có ở New Zealand.